# Цейлонский тигровый питон
Цейлонский тигровый питон (лат. Python molurus pimbura) — один из подвидов тигрового питона.
Самый мелкий из подвидов тигрового питона — взрослые особи достигают в длину от 2,5 до 4 м. Внешне цейлонский тигровый питон напоминает светлого тигрового питона. Характерные черты этого питона — светлая голова красноватого цвета и довольно яркая окраска.
Эндемик Шри-Ланки. Латинское подвидовое название pimbura — сингальское слово, означающее просто «питон».
Статус этого подвида не совсем ясен и выделяется он не всегда. Возможно, это всего лишь мелкая островная форма светлого тигрового питона.
Из-за относительно небольшого размера и красивой окраски цейлонский подвид тигрового питона является популярной змеей для содержания в террариуме.
Цейлонский тигровый питон внесен в Приложение I Конвенции о международной торговле CITES.